# Међународна година породице
Генерална скупштина Уједињених нација прогласила 1994. годину за Међународну годину породице (енгл. International Year of the Family). Његове циљеве промовише Програм Уједињених нација за породицу. Резолуцију A/RES/44/82 за проглашење Међународне године породице Генерална скупштина је усвојила 1989. године.
Ово је била једна од многих међународних светковина проглашених за одређене дане, месеце и године.
У октобру 1994. године, генерални секретар Уједињених нација је отворио тродневну Међународну конференцију о породици, рекавши: 
| „ | Пре пет година, Генерална скупштина одлучила је да 1994. буде Међународна година породице. У то време није било консензуса. Неки нису видели смисао Међународне године породице. Мишљења су била подељена о томе шта је година била. Неки људи су тврдили да подршка породици дискриминише оне који више воле да живе ван породичних јединица. Било је и несугласица око активности које би требало организовати поводом обележавања године... Међународна година породице подстакла је дебату широм света. Многи политички појмови су разјашњени. Из процеса дебате и размишљања произашла су нова сазнања. Уместо конфузије и оклевања, сада постоји консензус о улози породице у људском друштву. Данас преовладава нови реализам. Прихваћено је да је породица темељна институција људског друштва. Заиста, утврђено је да је друштво структура коју чине породице и појединци повезани са друштвом, пре свега, преко породице. | ” |

15. маја 1994. године први је пут обелжен Међународни дан породице под крилатицом “Да породични дан не чине ствари него срдачни односи родитеља и деце”.
Циљ проглашавања Међународне године породице јесте да се организују активности на локалном, регионалном и националном нивоу, са циљем да се међу владама, креаторима политике и јавности створи већа свест о породици као природној и основној јединици друштво.